# 熊野神社 (江戸川区)
熊野神社（くまのじんじゃ）は東京都江戸川区の神社。

## 歴史
1707年（宝永4年）に創建された。下今井村の鎮守であった。また江戸川を航行する船舶関係者からも信仰を集め、社前を航行する際は、帆を下げて頭を下げたという。

## おくまんだしの水
かつて、当社前の江戸川には「だし」と呼ばれる杭があって、江戸川の激流を緩和していた。そして「だし」付近の水は清澄であったことから、徳川将軍家ではその水を江戸城まで運ばせて茶の湯をたてていた。熊野神社（おくまん）の杭（だし）の水ということから「おくまんだしの水」と呼ばれていた。この「おくまんだしの水」は将軍家専用ではなく、一般にも開放されており、野田の醤油にも使われていたという。

## 交通アクセス
- 葛西駅より徒歩26分（経路案内）。

## 関連文献
- 「下今井村 熊野社」『新編武蔵風土記稿』 巻ノ29葛飾郡ノ10、内務省地理局、1884年6月。NDLJP:763979/67。